# Polum
Polum falu Horvátországban Belovár-Bilogora megyében. Közigazgatásilag Nagypisznicéhez tartozik.

## Fekvése
Belovár központjától légvonalban 21, közúton 26 km-re keletre, községközpontjától légvonalban 3, közúton 4 km-re északkeletre a Bilo-hegység déli lejtőin, a Bačkovica-patak völgye fölé emelkedő magaslaton fekszik. 

## Története
A település a 19. században keletkezett egy korábbi szőlőhegyen. Lakosságát csak 1910-ben számlálták meg először önállóan, amikor 24 lakosa volt. 1910-ben a népszámlálás adatai szerint lakosságának 83%-a szerb, 17%-a horvát anyanyelvű volt. 1918-ban az új szerb-horvát-szlovén állam, majd később Jugoszlávia része lett. 1941 és 1945 között a németbarát Független Horvát Államhoz, majd a háború után a szocialista Jugoszláviához tartozott. 1991-től a független Horvátország része. 1991-ben lakosságának 89%-a szerb nemzetiségű volt. 2011-ben 39 lakosa volt, akik főként mezőgazdasággal foglalkoztak. 

## Lakossága
| Lakosság változása | Lakosság változása | Lakosság változása | Lakosság változása | Lakosság változása | Lakosság változása | Lakosság változása | Lakosság változása | Lakosság változása | Lakosság változása | Lakosság változása | Lakosság változása | Lakosság változása | Lakosság változása | Lakosság változása | Lakosság változása |
| ------------------ | ------------------ | ------------------ | ------------------ | ------------------ | ------------------ | ------------------ | ------------------ | ------------------ | ------------------ | ------------------ | ------------------ | ------------------ | ------------------ | ------------------ | ------------------ |
| 1857               | 1869               | 1880               | 1890               | 1900               | 1910               | 1921               | 1931               | 1948               | 1953               | 1961               | 1971               | 1981               | 1991               | 2001               | 2011               |
| 0                  | 0                  | 0                  | 0                  | 0                  | 24                 | 14                 | 105                | 138                | 158                | 135                | 134                | 140                | 124                | 49                 | 39                 |